# XELA-AM
XELA-AM 830 kHz, bajo el nombre de XELA y con el lema "Buena música desde la Ciudad de México", fue una emisora de radio comercial mexicana que difundió música clásica. Su razón social fue Radio Metropolitana, S. A.
Transmitió con una potencia de 10 kW diurnos y 5 kW nocturnos desde sus instalaciones y estudios ubicados en el Eje 6 Sur Trabajadoras Sociales # 309, Colonia Magdalena Atlazolpa, Delegación Iztapalapa, Ciudad de México.

## Historia
Esta emisora localizada en la Ciudad de México transmitió desde el 5 de julio de 1940 hasta el 2 de enero de 2002, cuando el concesionario de la emisora, el Grupo Imagen Telecomunicaciones decidió rentar la estación a Alejandro Burillo cambiando a una programación hablada sobre deportes llamado "Estadio W 830". Después pasaron días y le cambiaron el indicativo de llamada de la estación XELA-AM por el de XEITE-AM.
Los radioescuchas de XELA "Buena Música desde la Ciudad de México", protestaron ante esa situación pero no se logró reinstalar dicha radiodifusora.
Dicha programación de deportes duró solamente varios meses, ya que el Grupo Imagen Telecomunicaciones decidió vender la estación XEITE-AM 830 kHz a la familia Maccise cambiándole el nombre a Radio Capital 830 AM con programación hablada, perteneciente al Grupo Radiodifusoras Capital y este forma parte del Grupo Mac. En la actualidad la frecuencia tiene el formato "Ondas de Paz".
XELA también tuvo un espacio en la banda de frecuencia modulada, durante la década de los 70 y hasta mediados de los 80, conocida como "Stereo Classic" (XELA-FM, 98.5 MHz), espacio que se mantuvo vacío con su desaparición por un cierto tiempo, hasta que lo ocupó "Radioactivo 98.5", dedicada al rock contemporáneo.
Un avance por la radiodifusora XELA-AM 830 kHz, fue transmitir su señal de radio vía internet como otra opción para ser escuchada, pero no para haber sido desplazada de la frecuencia de radio en donde emitía.